# 乙骨三郎
乙骨 三郎（おつこつ さぶろう、1881年（明治14年）5月17日 - 1934年9月19日）は、日本の作詞家・音楽教育者。

## 経歴
1881年、旧幕臣、英学者で沼津兵学校教授の父太郎乙と母つきの間に東京府牛込区牛込横寺町（現・東京都新宿区横寺町）で生まれた。太郎乙には5男5女（うち長男と四男は幼い頃に亡くなっている）がおり、三郎はその三男であった。
開成中学卒業後、1898年、第一高等学校一部文科に入学、ピアノやオルガンに親しんだ。卒業後の1901年には東京帝国大学文科大学哲学科に入学し、カール・フローレンツ、ラファエル・フォン・ケーベルらの薫陶を受ける一方、日本の音楽レベルを向上させるべく、歌劇研究を行う「ワグネル会」を結成。同会は1903年に日本で初めて歌劇を上演したが、その演目であった『オルフォイス』（グルック作曲『オルフェオとエウリディーチェ』）の、ドイツ語版からの翻訳は乙骨が石倉小三郎、近藤朔風（逸五郎）などと協力して手がけた。演奏面は東京音楽学校の学生が中心となり、やはり沼津兵学校教授だった渡部温の息子渡部康三が、兄の渡部朔から貰った資金を活用した。出演者には三浦環（当時は柴田環）もおり、ケーベル博士等から指導を受けた。
1904年9月、同大学大学院に進学し、美学を専攻。大学院修了後、楽友社の雑誌『音楽』（『音楽之友』から改題）に寄稿を始め、西欧音楽の普及、紹介に努めた。
1907年には東京音楽学校のドイツ語教師嘱託として勤務、翌年教授となる。西洋音楽の紹介にも力を入れ、近藤逸五郎が編纂した『独唱名曲集』にはモーツァルトの『すみれ』やシューベルトの『死と乙女』などといった歌曲の訳詞を収めた。また『日本百科大辞典』（三省堂）の編纂にも参加し、主に西洋音楽に関する項を執筆した。
1910年、母つきが逝去。同年10月に福地金次郎の娘千代と結婚し、翌年長女みちが誕生。同じく1911年には國學院大學の講師に就任。また文部省の小学唱歌編纂委員として参加し、『尋常小学唱歌』の出版に関わった。そこに収録された唱歌の内、『日の丸の旗』『浦島太郎』『汽車』『池の鯉』などの作詞を手がけている。1912年に父太郎乙が逝去。
1911年頃から『西洋音楽史』の執筆を依頼され、執筆を続けていたが、体調が優れなくなり大学も休みがちとなった。肺結核を患い、1929年頃から体調が悪化し、國學院大學を退官することとなった。その後も療養を続けていたが、1934年9月19日に永眠。享年53。遺された『西洋音楽史』は、それまでにも執筆を手伝っていた遺弟の太田太郎や高橋均夫妻の手によって完成され、死後の1935年に上梓された。墓所は小石川原町の寂圓寺。

## 研究内容・業績
- 東京音楽学校教授や國學院大學講師として西洋音楽の普及、教育に努めた。
- 『日の丸の旗』『浦島太郎』『池の鯉』といった唱歌の作詞者としても知られる。

## 家族・親族
- 父：乙骨太郎乙
- 兄：乙骨半二（古賀廉造事件の担当検事）[6]
- 弟：乙骨五郎（英文学者）
- 祖父：乙骨耐軒（儒学者）[3][13]。
- 母つきは杉田玄白の曾孫に当たる[3]。
- 従兄弟：上田敏（詩人・翻訳家、上田の父・絅二は耐軒の次男[14]）
- 長女：正木みち（北海道小樽潮陵高等学校教師、歌人）
- 五男：乙骨明夫（日本近代文学研究者、白百合女子大学教授）

## 著書、訳書

### 単著
- 『西洋音楽史』（1935年、京文社）
  - 1955年に音楽之友社から文庫版として再発。

### 編纂
- 『日本百科大辞典』（1908-1919年、三省堂） - 執筆に参加。
- 『上田敏全集』（1928-1931年、改造社） - 編纂委員として参加[15]。
- 東京音楽学校学友会『ジーベル唱歌法』（1930年、高井楽器店） - 執筆に参加[15]。

### 翻訳
- グスタフ・クローン著、乙骨三郎訳『実際的唱歌教授法』（1924年、十字屋楽器店）
- ザロモン・ヤダースゾーン著、乙骨三郎訳『和声学教科書』（1929年、大阪開成館）
- フェルディナント・バイエル著、乙骨三郎訳、田中規矩士選曲『バイエルピアノ教則本』（1935年、シンキヤウ社）